# 아일랜드 공화국군 공식파
아일랜드 공화국군 공식파(Official Irish Republican Army, OIRA)는 1969년에 설립되어 1972년까지 활동한 아일랜드와 북아일랜드의 마르크스-레닌주의 도시 게릴라였다. 북아일랜드 분쟁이 시작된 직후인 1969년 12월 원래의 아일랜드 공화국군(IRA)가 공식파와 임시파(PIRA)로 분열될 때 창설되었다. 1972년 아일랜드 공화국군은 영국군과 아일랜드군의 무장 공세로 해산되었고, 1974년 시무스 코스텔로의 지도하에 아일랜드 국민해방군으로 재편성되었다.